# Patriarchus palmidens
Patriarchus palmidens és una espècie extinta de mamífer notoungulat de la família dels interatèrids que visqué a Sud-amèrica durant el Miocè superior, fa entre 16,3 i 17,5 milions d'anys. Se n'han trobat restes fòssils a la província argentina de Santa Cruz. Es tracta de l'única espècie del gènere Patriarchus. Era un 10% més gros que Protypotherium australe, però un 15% més petit que Miocochilius. Des del 1900, Patriarchus havia estat considerat un sinònim de Protypotherium, però un estudi publicat el 2019 el restaurà com a gènere a part. El nom genèric Patriarchus significa ‘patriarca’.